# X-43試驗機

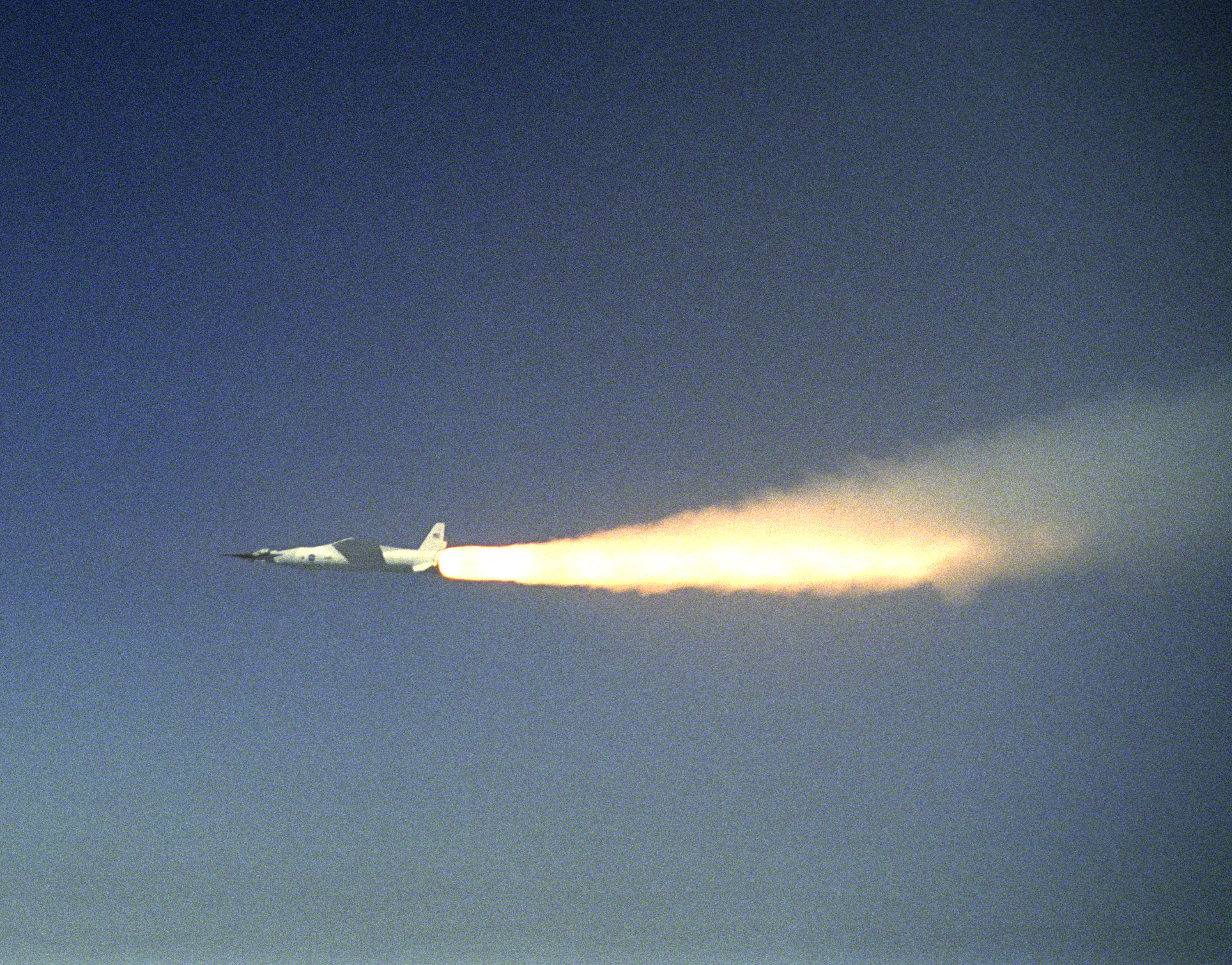
剛點燃飛馬座運載火箭，正在加速到超音速的X-43A試驗機。

X-43試驗機是美國國家航空暨太空總署（NASA）旗下德萊頓飛行研究中心（Dryden Flight Research Center）所開發的極音速（Hypersonic）飛行實驗機，曾經是飛行器速度最快的紀錄保持者。在系列家族中，除了最早開發的X-43A外，還另外有X-43B、C與D型等幾種衍生版本。

## 原理與試飛方式

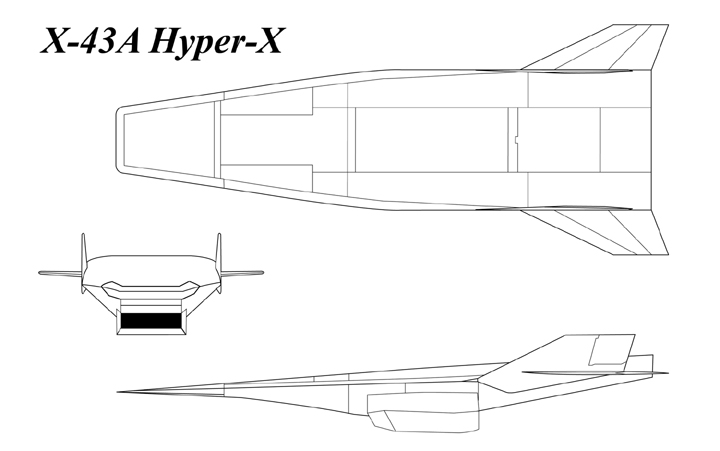
X-43A的設計圖。

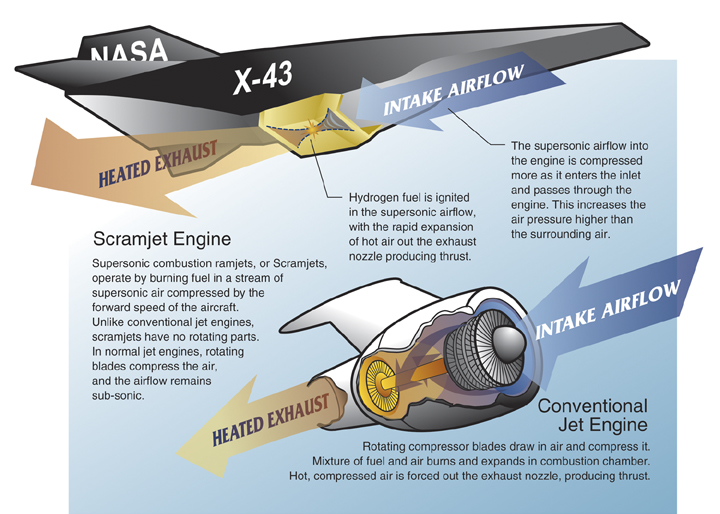
X-43A的運作原理。

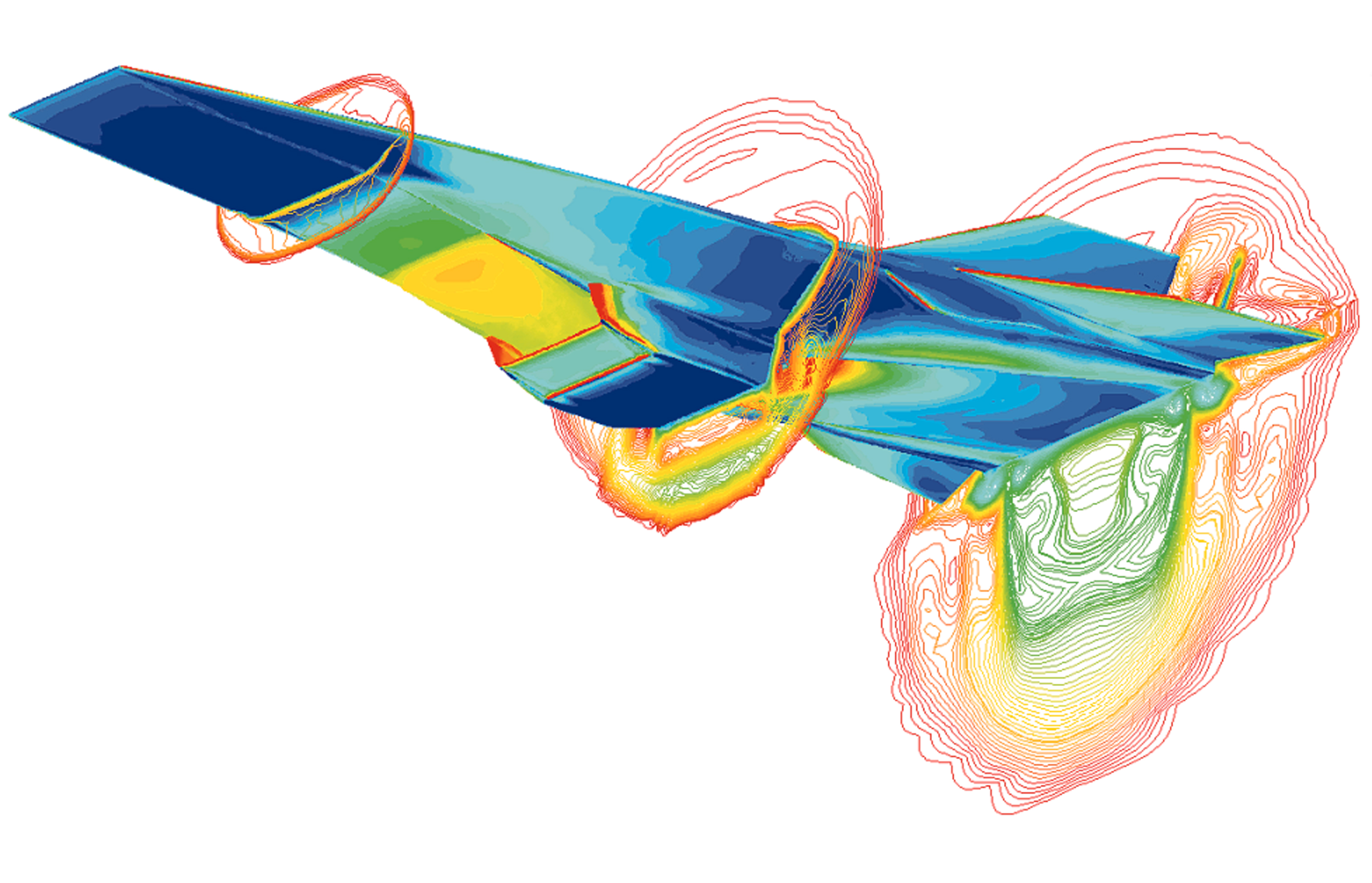
計算流體動力學 (CFD) 影像是X-43A在馬赫數7測試條件下引擎運作的情況。

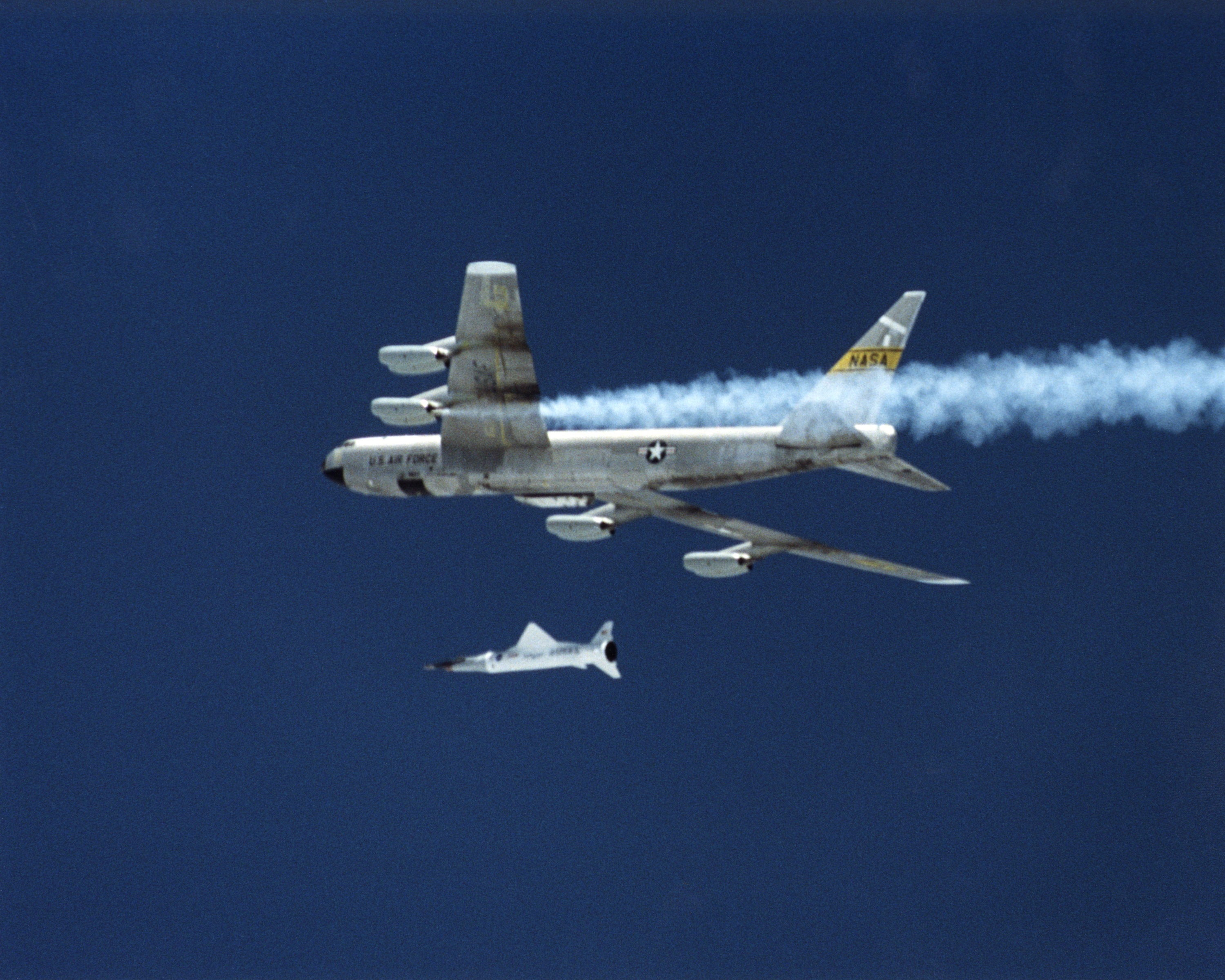
在2001年6月2日所進行的第一次試飛中，NB-52B「八號球」母機將X-43A拋出，但飛馬座運載火箭尚未點火的瞬間。

原理和構造跟本機相似的機型，首見於1950年代的X-7試驗機，之後技術成果便被轉移向太空技術上，直到21世紀初才再度發展可以在大氣層內水平高速飛行的飛機。
X-43A是一架無人駕駛的飛行器，狀似一個滑板，長約3.6公尺。X-43A使用獨特的超音速燃燒衝壓引擎（Supersonic Combustion Ramjet，簡稱為Scramjet）作為動力，這種動力系統屬於內燃機的一種，與傳統高速飛行時所使用的火箭引擎不同，是從大氣中吸入空氣燃燒。由於超音速衝壓發動機在運作時，燃燒室的進氣流速必須超過音速（相比之下，衝壓引擎的燃燒室進氣則處於次音速狀態），雖然工程師可以透過進氣道造型設計等方式提升氣流速度，但一般來說除非飛行器本身已處於超音速飛行狀態，否則很難啟動機上的超音速衝壓引擎。為滿足這前提，X-43A必須先掛載在一架暱稱「八號球」（Balls 8）的NB-52B母機（以B-52同溫層堡壘式轟炸機改裝而來）翼下飛至高空後，點燃連結在X-43A上的飛馬座運載火箭（Pegasus Booster，原本是作為反低軌道人造衛星飛彈用的推進系統）將X-43A推進到超音速的狀態後，再點燃自身的超音速衝壓引擎進行極音速飛行。

## 實際試飛

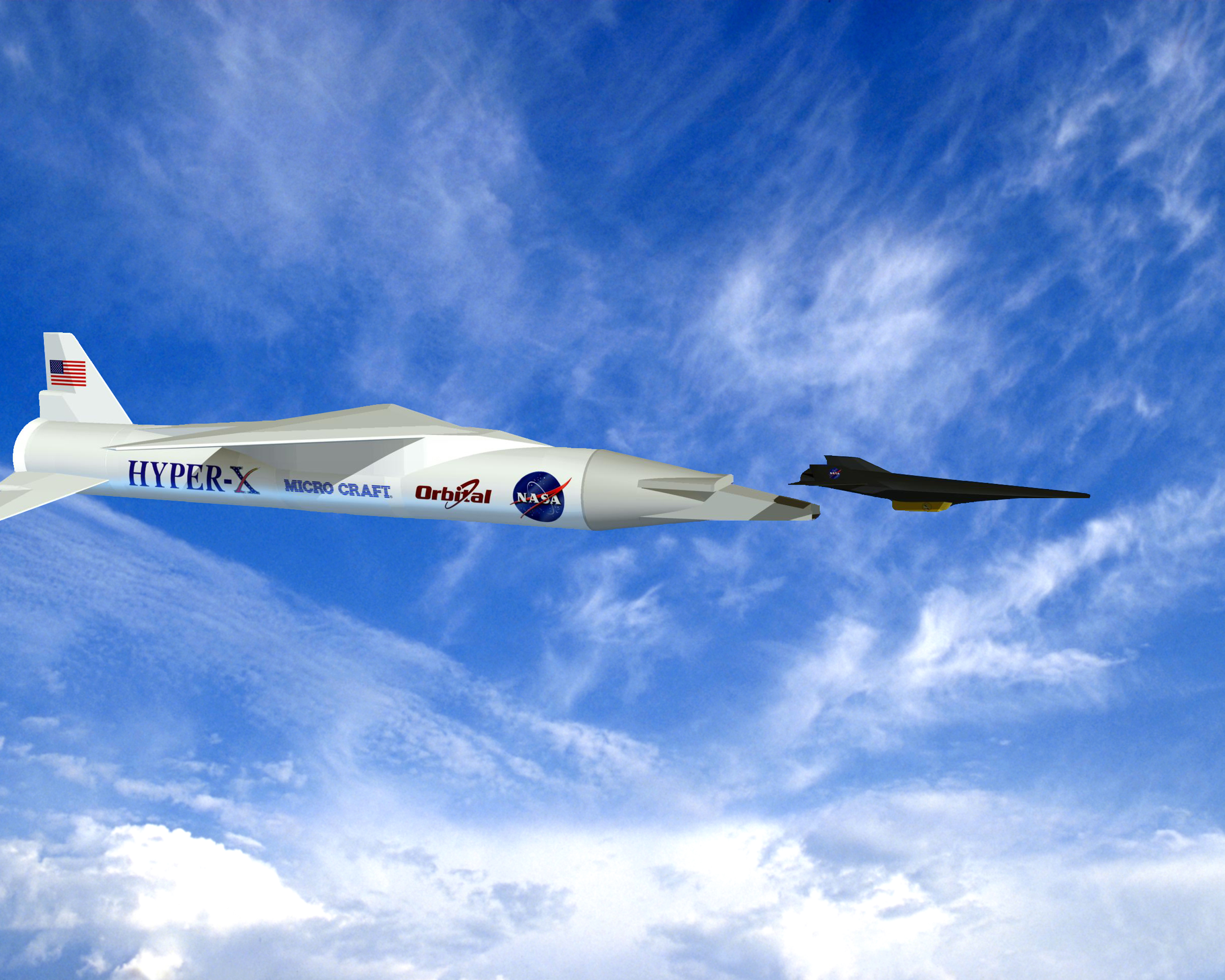
X-43A與飛馬座運載火箭（後方較大白色物體）在空中分離的電腦預想圖。

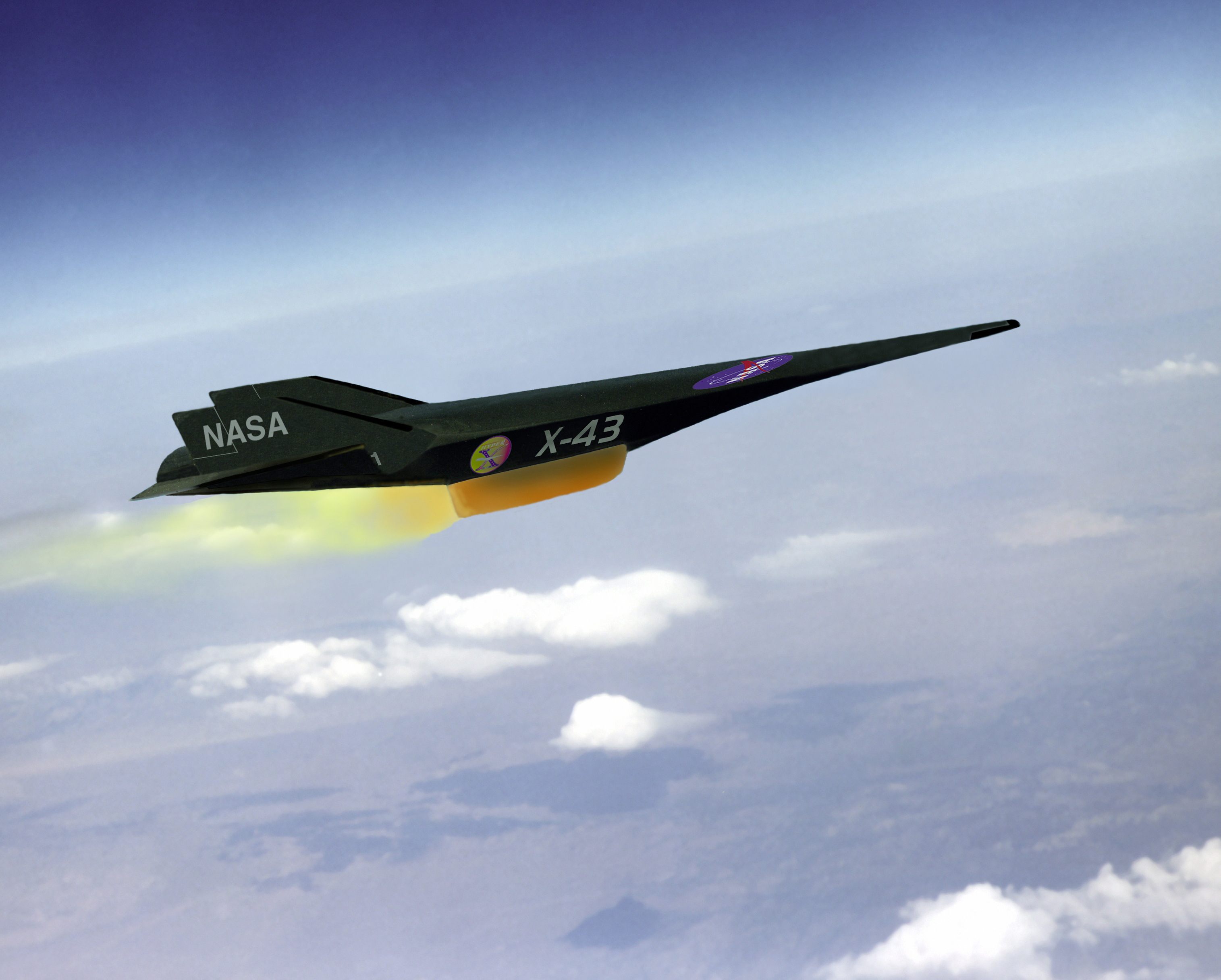
飛行中的X-43A的電腦預想圖。

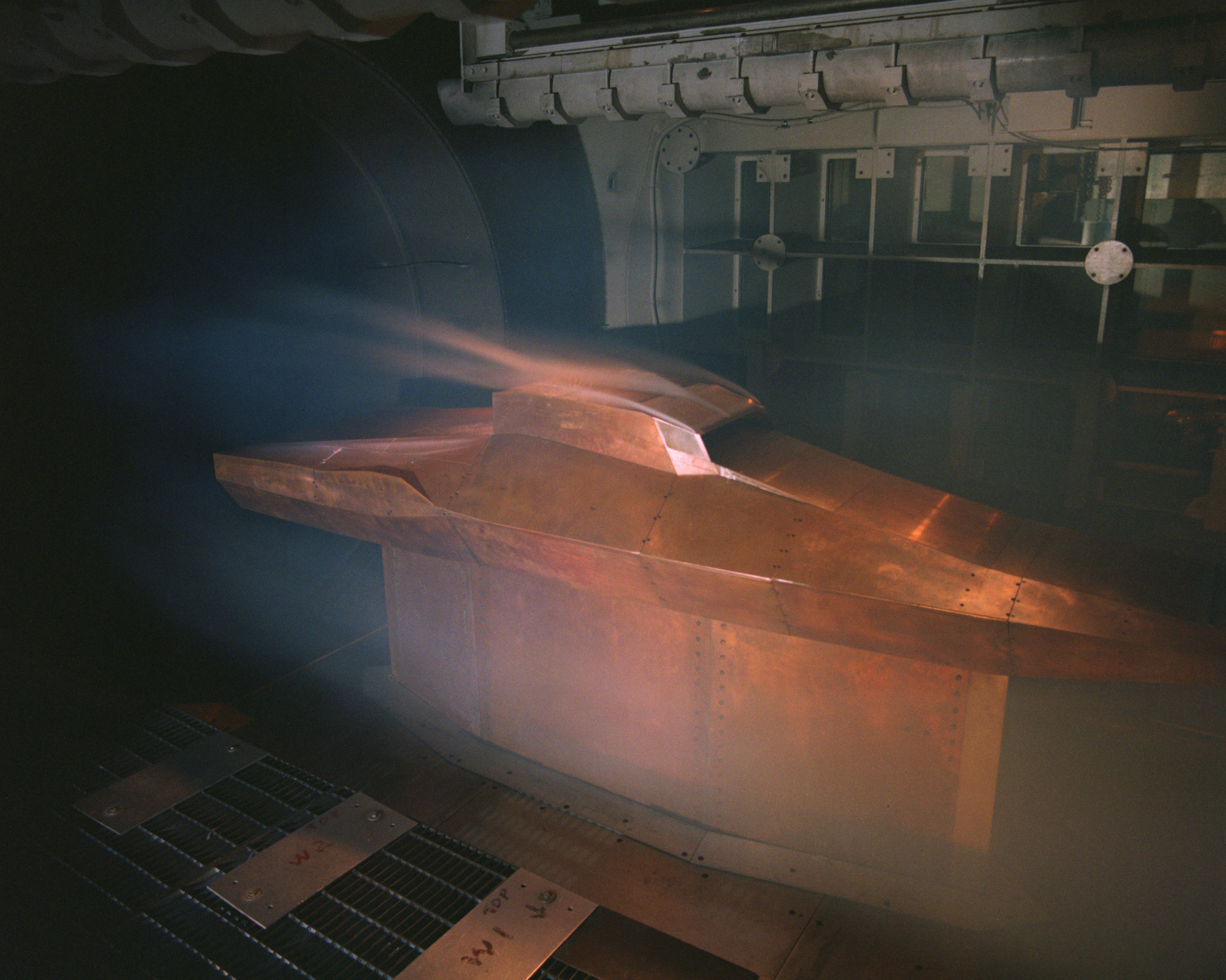
X-43A在風洞中進行測試，速度為7馬赫。

NASA的「Hyper-X」極超音速飛行計畫共分為三次的試飛，主要的目的是想探索除了傳統的火箭動力外，將其他新動力系統用於太空飛行上的可能性。
X-43A的第一次試飛是在2001年6月2日進行，但很不幸的該次飛行是以失敗收場。由於試飛過程中，飛馬座火箭要穿越音障的瞬間發生預期外的共振問題，導致火箭失控偏離了預計的飛行路線，為了安全考量測試單位啟動機身上的自爆裝置主動摧毀了X-43A，而沒有達到預期的成果。
首次成功的極超音速飛行是發生在2004年3月27日，當時試飛的第二架X-43A實驗機在脫離飛馬座火箭後，在約95,000英尺的高空中以自身的動力飛行了11秒，到達約7馬赫（Mach 7，約等於8,000km/h）的高速，然後再逐漸滑翔直至落入美國西海岸外的太平洋中。這項紀錄事後也獲得金氏世界紀錄的認證，認證書上說明著X-43A在一持續了11秒的飛行中到達6.8316馬赫的速度，是當時世界上最快的進氣（Air Breathing）飛機。
第三次也是最後一次的飛行，原本預計是要在2004年11月15日時進行，但因為X-43A上的一個控制儀器出問題進行檢修，來不及在美國聯邦航空局（FAA）規定的美東時間下午七時前完成飛行，而延後到隔日的11月16日進行。由加州爱德華空軍基地起飛的NB-52B母機攜帶著飛馬座火箭與X-43A升空後，在40,000呎的高空中點燃火箭，將X-43A推到足以啟動的高度與速度狀態。X-43A最後在短暫的衝刺之後做出接近9.8馬赫（約為7,000英里／小時，或11,200公里／小時）的超高速飛行，飛到離地表超過35公里遠的高空。
這次的飛行，也是NB-52B母機服務於NASA四十年後，最後一次擔任母機任務。

## 歷代紀錄
在X-43A之前，大氣層內的最高飛行速度紀錄，是1967年時由威廉·J·耐特（William J. "Pete" Knight）所駕駛的X-15實驗機創下，為6.7馬赫，但當時使用的是火箭動力來推進，而本機雖然超過但仍然只是無人機。至於進氣引擎的最高速紀錄有人機在美國空軍的SR-71黑鳥式超音速偵察機創下約為3.2馬赫。

## 外部連結
- X-43 Launch NASA Animation （页面存档备份，存于）
- NASA page for the X-43 project （页面存档备份，存于）
- Dryden Flight Research Center X-43 Photo Collection （页面存档备份，存于）
- International components of the X-43a （页面存档备份，存于）
- Launch from B-52 （页面存档备份，存于）, infrared （页面存档备份，存于）